# 1867 في إيطاليا
فيما يلي قوائم الأحداث التي وقعت خلال عام 1867 في إيطاليا.

## أحداث
- 3 نوفمبر – معركة منتانا

## ظهور
- 9 فبراير – لا ستامبا

## مواليد

### يناير
- 1 يناير – إرنيستو مومبيلي سياسي إيطالي.

### يونيو
- 28 يونيو – لويجي بيرانديلو

## وفيات

### ديسمبر
- 6 ديسمبر – جيوفاني باشيني (مواليد 1796) ملحن إيطالي.